# Simson SR50
Simson SR50 – motorower z niemieckiej fabryki motorowerów VEB Fahrzeug- und Jagdwaffenwerk Ernst Thälmann Suhl, należącej do związku IFA.

## Opis
Oznaczenie SR50 obejmuje rodzinę skuterów Simson, które zastąpiły produkowany wcześniej model KR51/2. Oznaczenie SR pochodzi od słów Simson-Roller. W czasie konstruowania projektu początkowo planowano jedynie modernizację modelu KR51/2 pod oznaczeniem KR52 oraz KR70/80 (prototyp tego modelu można zobaczyć w muzeum motocykli w Suhl), jednak zdecydowano się na zupełnie nową konstrukcję. Opracowali ją Clauss Dietel i Lutz Rudolph w roku 1985. Skuter otrzymał złote medale na targach w Lipsku, Brnie i Poznaniu. Seryjną produkcję rozpoczęto w 1986 roku, z dzienną produkcją 200 sztuk.
Wszystkie skutery z tej rodziny były wyposażone w dwusuwowy, jednocylindrowy, chłodzony powietrzem silnik typu M531/541 o pojemności 50cm³ (jedynie wersja SR80 miała zwiększoną pojemność) i trzy lub czterobiegową skrzynię biegów. Zmiana biegu odbywa się lewą stopą, jednak w odróżnieniu od modelu KR51 i motocykli zmiana biegu odbywa się przez przesunięcie do przodu lub do tyłu pionowo umieszczonej dźwigni zmiany biegów w przedniej części podnóżka. Włączenie pierwszego biegu następuje po przesunięciu dźwigni do przodu, włączenie drugiego i kolejnych biegów - przez przesunięcie dźwigni do tyłu. Uruchomienie tylnego hamulca odbywa się prawą stopą, dźwignią umieszczoną blisko ramy pojazdu. Obie dźwignie są wysoko umieszczone, dzięki czemu można wygodnie trzymać stopy pod dźwigniami, blisko przednich owiewek. Jednocześnie takie rozwiązanie nieznacznie utrudnia obsługę w stosunku do tradycyjnego rozwiązania mokików S51.
Silnik umieszczono centralnie, bardzo nisko. Układ wydechowy poprowadzono pod prawym podnóżkiem. W podwoziu zastosowano ramę skonstruowaną ze spawanych elementów tłoczonych z blachy stalowej, która jednocześnie tworzy całą bryłę nadwozia skutera. Zawieszenie przednie to widelec teleskopowy, znany z modelu S51. Koła wytłaczane ze stali mają rozmiar 12 cali, wyposażono je w opony o szerokości 3 cale. Podwozie ma mały prześwit (ok. 130 mm) oraz nisko umieszczony środek ciężkości, rozkład mas przód-tył wynosi około 40:60. W nadwoziu po raz pierwszy użyto elementów nadwozia produkowanych z tworzyw sztucznych, obudowę przedniej lampy i licznika, osłony silnika i instalacji oraz tylny błotnik. Pod siedzeniem kierowcy umieszczono zbiornik paliwa o pojemności 6,5 litrów, którego wyeksponowano na tle bryły nadwozia. W tylnej części, pod siedzeniem umieszczono niewielkich rozmiarów schowek na narzędzia. Pod kierownicą umieszczono hak na torbę z zakupami. Przewidziano zabezpieczenie przeciwkradzieżowe kasku - przy główce ramy jest bolec na którym można powiesić kask za sprzączki, kask zabezpiecza się po przekręceniu i zablokowaniu kierownicy.
Do skutera można było dokupić kufer boczny Pneumant tour 26s (KTA BAG-Nr. 2146) o pojemności 26 l i maksymalnej ładowności 7 kg, którego można było założyć na stelażu bagażnika seryjnie montowanym w wybranych modelach od połowy 1988 roku. W starszych modelach montowano bagażniki boczne nieprzystosowane do montażu bocznego kufra. Ze względu na nożny starter nie przewidziano montażu kufra po lewej stronie pojazdu, dopiero później do modeli Gamma, a następnie Star Classic możliwe było dokupienie stelaża na lewą stronę. W późniejszym okresie dostępny był kufer centralny, do którego przy montażu konieczna była zmiana stelaża tylnych lamp (lub uchwytu pasażera w modelach Gamma). Dostępne było także siedzenie dziecięce (dziecko siedziało przed kierowcą), średniej wielkości przednia szyba, osłona na nogi oraz przyczepka motorowerowa MWH/RB.

## Modele SR50
Pierwsze modele SR50 i SR80 można rozpoznać po okrągłej lampie tylnej oraz okrągłych kloszach kierunkowskazów.

### SR50 N (1986 - 1988, 6740 sztuk)
Wersja uproszczona o uboższym wyposażeniu. Ze względu na małe zainteresowanie, spowodowane możliwością zakupu lepiej wyposażonego modelu B lub C, produkcje zakończono w 1988 roku. Skrzynia biegów trzybiegowa. Nie posiadał świateł kierunkowskazów, stacyjki, akumulatora ani układu ładowania. Sygnał dźwiękowy zasilany był z baterii 4 ogniw R20. Zastosowano prędkościomierz od modelu S51, zapłon przerywaczowy o napięciu 6V, światło przednie 6V 25/25W. Posiadał światło hamowania z czujnikami w przednim i tylnym układzie hamulcowym. W przednim zawieszeniu zastosowano krótkie gumy osłaniające teleskopy zamiast pełnych harmonijkowych.

### SR50 B3 (1986 - 1989)
Wersja 3-biegowa wyposażona w bogatą instalacje elektryczną, między innymi: elektroniczny moduł ładowania akumulatora 6-woltowego i przerywacza kierunkowskazów, kierunkowskazy i stacyjkę z indywidualnym kluczykiem (inaczej niż w modelach S51). Skuter nadal wyposażano w prędkościomierz z modelu S51.

### SR50 B4 (1986 - 1989)
Wersja wyposażona w 4-biegową skrzynię biegów, duży zestaw wskaźników, bagażnik boczny, tylne amortyzatory z widoczną sprężyną. Reszta wyposażenia podobna jak w wersji B3.
Łączna liczba wyprodukowanych modeli B3 i B4 wynosiła 96430 sztuk.

### SR50 C (1987 - 1989, 16750 sztuk)
Model ze skrzynią 4-biegową i wyposażeniem podobnym z B4. Różnicą była 12-woltowa instalacja elektryczna, element optyczny Bilux 12V 35/35W, elektroniczny zapłon, prążkowane siedzenie, 5-stopniowa regulacja amortyzatorów teleskopowych i dwa lusterka wsteczne o średnicy 120 mm (w uboższych modelach stosowano jedno lusterko o średnicy 90 mm). Zastosowano ozdobne gumowe osłony śrub regulacyjnych linki sprzęgła i przedniego hamulca przy dźwigniach na kierownicy.

### SR50 CE (1986 - 1988, 7300 sztuk)
Wersja identyczna jak C, jedyna różnica to rozrusznik elektryczny. Pokrywy boczne silnika oraz bębnów hamulcowych zostały polakierowane na kolor czarny. Na osłonie instalacji elektrycznej pojawiła się naklejka "E-Start". Ze względu na montaż rozrusznika zmieniono dodatkowo kilka elementów. Prawa część bloku silnika otrzymała wycięcie pod silnik rozrusznika, koło magnesowe ma inny kształt, prawa podłoga otrzymała wycięcie pod szerszą pokrywę silnika, w miejscu korpusu dźwigni ssania umieszczono przycisk uruchamiający rozrusznik, w plastikowej osłonie kierownicy wykonano wycięcie do przewodów przycisku rozrusznika.

### SR80 CE
Skuter z silnikiem o pojemności zwiększonej do 69,9 cm³, mocy 5,6KM i czterobiegową skrzynią biegów. Prędkość maksymalna konstrukcyjna 75 km/h. Wyposażenie z wersji SR50 CE, lecz ze względu na inną kategorię pojazdu zastosowano klosz tylnej lampy z okienkiem podświetlającym tablicę rejestracyjną.

### SR50 Bunny (1987 - 1990)
Model eksportowy oparty na modelach SR50 C i SR50 CE. Modele eksportowane do RFN zablokowano do 50 km/h. Za dopłatą dostępne były także modele wyposażone w katalizator spalin.

## Modele SR50/1
W listopadzie 1988 roku nastąpiła modernizacja wyposażenia pojazdów. Wersja ta była oznaczana na tabliczce znamionowej pojazdu (oznaczenie SR50/1 lub SR80/1). Wprowadzono instalację elektryczną 12V jako standard. Z lewego zespołu przełączników na kierownicy usunięto przycisk sygnału świetlnego co pośrednio powodowane było zmianą przepisów, wymagających jazdy z włączonym światłem mijania. Klosz tylnej lampy oraz klosze kierunkowskazów zostały zmienione z okrągłego kształtu na prostokątny. W przednim reflektorze zostało założone światło pozycyjne zasilane z akumulatora. Zmiany objęły także pokrowiec siedzenia oraz wygląd tylnych amortyzatorów (w wybranych wersjach). W nowszych modelach zaczęto stosować gaźniki firmy Bing.
Od 1989 roku zaczęto stosować malowanie proszkowe powłoką przypominającą plastik, dzięki czemu skutery stały się bardziej odporne na korozję w stosunku do starszych modeli.
Po roku 1990, w zjednoczonych Niemczech zostały zmienione przepisy. Nie zaprzestano produkcji i w niezmienionej formie produkowano do 1992 roku (dane liczbowe dotyczą egzemplarzy wyprodukowanych do 1990 roku). Maksymalna prędkość mogła wynosić 50 km/h (w NRD 60 km/h), lecz wciąż produkowane były wersje 60 km/h. Dopiero w 1992 roku na mocy nowych przepisów produkowane były modele o prędkości maksymalnej 50 km/h. Moc silnika w tej wersji została zmniejszona do 3,3 KM. Istniały wersje 40 km/h na eksport oraz 60 km/h na specjalne życzenie. W zależności od regulacji silnika, czasów otwarcia okien w cylindrze oraz elementów układu wydechowego uzyskiwano inną moc. Zmianę prędkości uzyskiwano także poprzez zmianę przełożenia łańcucha napędowego.
Od 1991 roku zaczęto montować w wybranych modelach krótsze tłumiki, pochodzące od modelu S53. Pojawił się nowy iskrownik bezstykowy firmy PVL oraz nowa wersja rozrusznika elektrycznego wykorzystujący system Bendix.
Dostępne kolory SR50:
Grafitowy 1992-1996
Czerwony 1992-1994
Fioletowy 1994
Bordowy 1994-1995
Niebieski 1996

### SR50/1 B3
Wersja zubożona, wyposażona w trzybiegową skrzynię biegów oraz mały licznik, podobnie jak w starszym SR50 B3.

### SR50/1 B (B4) (1989 - 1990, 51350 sztuk, 1991 - 1995)
Model podstawowy. Iskrownik klasyczny, przerywaczowy SLPZ, żarówka przedniego reflektora Bilux 12V 35/35W.
Model SR50/1 B produkowano w dalszym ciągu równolegle do modeli "Gamma". Poza zmianami konstrukcyjnymi wprowadzonymi wraz z produkcją pozostałych modeli, SR50/1 B od 1993 roku został wyposażony w reflektor HS1 i zapłon PVL, a od roku 1995 zamiennie również "Electronic Halogen".

### SR50/1 C (1989 - 1990, 20380 sztuk, 1991 - 1993)
Iskrownik elektroniczny, bezstykowy SLEZ (Halogen), element optyczny Halogen HS1 12V 35/35W. Regulowane tylne amortyzatory z 5-stopniową regulacją wstępnego naprężenia sprężyn. W wyniku zastosowania światła HS1, została zmieniona cewka zasilająca przednie światło, dodany układ ogranicznika napięcia z wbudowanym mostkiem prostowniczym do układu ładowania akumulatora oraz zmieniony element optyczny. Układ ogranicznika napięcia, zwany ESB-1 lub EWR posiadał możliwość dodatkowego zmniejszenia napięcia zasilającego światła. Istniały dwie wersje instalacji elektrycznej, z funkcją świateł dziennych bez możliwości wyłączenia lub bez tej funkcji i możliwością wyłączenia. Oświetlenie dzienne polegało na zmniejszeniu jasności świateł na pozycji 1 stacyjki.

### SR50/1 CE (1989 - 1990, 4500 sztuk, 1991 - 1993)
Analogicznie do wersji SR50/1 C, dodano rozrusznik elektryczny. Poza zmianą wyposażenia elektrycznego pojazd nie zmienił się w stosunku do starszego SR50 CE.

### SR80/1 C
Analogicznie do wersji SR50/1 C, zastosowano silnik o pojemności 69,9 cm³. Wersja ta była rzadko spotykana.

### SR80/1 CE (1989 - 1990, 950 sztuk, 1991 - 1993)
Analogicznie do wersji SR50/1 CE, zastosowano silnik o pojemności 69,9 cm³.

## Modele SR50/1 Gamma
Pod koniec 1993 roku nastąpiła gruntowna modernizacja. Zmieniono wygląd pojazdu: pojawił się kwadratowy element optyczny HS1, nowe kierunkowskazy o mocy 10W, nowy zestaw wskaźników, zbiornik paliwa oraz blacha schowka zostały osłonięte elementami z tworzywa sztucznego, guma podnóżków całkowicie zakryła silnik, kanapa otrzymała koloryzowany pokrowiec, kolorowe felgi, zmieniono błotniki. Zastosowano mocowanie kolanka wydechu na sprężynach i półkolistym połączeniu, rozwiązując stare problemy z gwintem króćca wydechu cylindra. Dodatkowo układ wydechowy został przymocowany od dołu do łoża silnika, co wyeliminowało przenoszenie drgań silnika na ramę poprzez układ wydechowy. Kompaktowy układ wydechowy stał się nierozbieralny, takie rozwiązanie uniemożliwiło wprowadzanie modyfikacji oraz oczyszczenie wydechu z nagaru olejowego, wymagało także stosowania dobrej klasy oleju do mieszanki. Z tego powodu użytkownicy często montowali zwykłe układy wydechowe. Nowe łoże silnika zostało dostosowane do montażu rozrusznika nowego typu. Stosowano zamiennie elektroniczne układy zapłonowe firmy VAPE oraz tradycyjne "Electronic Halogen". W droższych wersjach motorowerów montowano tarczowy hamulec przedniego koła oraz rozrusznik elektryczny. Blok silnika w wersji z rozrusznikiem nowego typu wyposażono w dodatkowy wspornik podtrzymujący silnik rozrusznika. Wprowadzono wersję Mofa, jednoosobowej (z plastikową nakładką na miejscu pasażera), o prędkości maksymalnej 25 km/h.
Wraz z nowym modelem wprowadzono nowe akcesoria. Skutery seryjnie wyposażono w stelaż kufra bocznego na prawą stronę. Zmieniono przy tym sposób montażu, stelaże zamontowano pod kątem, przesuwając jednocześnie ich górną część w kierunku przodu pojazdu. Zmiana ta celowo utrudnia przewożenie pasażera z założonym kufrem bocznym. Nowością była możliwość dokupienia stelaża bagażnika bocznego na lewą stronę, polecanego dla wersji z rozrusznikiem elektrycznym. Poza kuframi bocznymi dostępny był również kufer centralny z przeznaczonym do niego stelażem.
Produkowane były następujące wersje:
| SR 50                                                                                       | SR 80                                                           |
| ------------------------------------------------------------------------------------------- | --------------------------------------------------------------- |
| - SR 50/1 B - SR 50/1 XG, SR 50/1 XGE - SR 50/1 XC, SR 50/1 XCE - SR 50/1 MXG, SR 50/1 MXGE | - SR 80/1 B - SR 80/1 XG, SR 80/1 XGE - SR 80/1 XC, SR 80/1 XCE |

W oznaczeniu:
- B - model klasyczny,
- X - model "Gamma",
- M - Mofa (25 km/h),
- G - wyposażenie standardowe,
- E - rozrusznik elektryczny,
- C - hamulec tarczowy (z zawieszeniem Marzocchi i osprzętem kierownicy Magura).

Produkcję modeli Gamma zakończono w 1997 roku. Ze względu na małe zainteresowanie wyprodukowano zaledwie 3100 sztuk modeli Gamma.

## Model Gamma E (Star EL)
Skuter wyposażony w silnik elektryczny. W okresie 1994–1996 roku wypodukowano zaledwie 100 sztuk, z tego 24 sztuki o klasycznym wyglądzie. Został wyposażony w dwa akumulatory 12V 115Ah typu SLA, jeden umieszczony w miejscu silnika, drugi w miejscu zbiornika paliwa. Silnik elektryczny 24V 1,7 kW napędzał tylne koło przez pasek zębaty. Prędkość maksymalna (ograniczona elektronicznie) wynosi 40 km/h a zasięg 50 km.

## Modele Star 50/80 Classic
W roku 1996 postanowiono kontynuować produkcję modelu o klasycznym wyglądzie. Pojazd wygląda identycznie do poprzednich modeli SR50/1, jednak dokonano kilku zmian kosmetycznych. Zmieniono paletę kolorów, gumowe osłony przednich teleskopów oraz felgi przybrały barwę nadwozia, zastosowano osprzęt kierownicy Domino oraz kierunkowskazy stosowane wcześniej w modelu Gamma. Zaczęto montaż zmodyfikowanego przedniego zawieszenia teleskopowego umożliwiającego montaż przedniego hamulca. W tylnym zawieszeniu zastosowano zespoły resorująco-tłumiące z trzystopniową regulacją napięcia wstępnego sprężyny produkcji czeskiej ČZ. Zmodernizowano instalację elektryczną, wiązki instalacji elektrycznej połączono za pomocą złącz wielowtykowych podczas gdy w starych modelach poszczególne przewody łączono do listwy zaciskowej. W późniejszym okresie pojawił się iskrownik VAPE Z54. Model produkowano do końca produkcji, czyli do 2002 roku. Dane techniczne nie zmieniły się względem starszych modeli. Produkowano modele o prędkości maksymalnej 25 km/h (Mofa) - Star 25 Classic, 50 km/h - Star 50 Classic, 75 km/h - Star 80 Classic (silnik o pojemności 69,9 cm³). W przypadku modelu Star 25 Classic możliwe było dokupienie zestawu odblokowującego pojazd do prędkości 50 km/h. Dostępne były modele w kolorze ciemnoniebieskim oraz turkusowym.
Dostępne kolory Star Classic:
Pomarańczowy 1996
Bordowy 1996
Grafitowy 1996-1998
Granatowy 1996-2002
Turkusowy 1996-2002

## Ciekawostki
- Wiele egzemplarzy modeli klasycznych eksploatowanych w Polsce nie jest wyposażona w oryginalny uchwyt mocujący tablicę rejestracyjną. Z tego powodu użytkownicy mocują tablicę na błotniku lub sami dorabiają mocowanie do tylnej lampy.
- Nie zastosowano żadnej osłony akumulatora, jest on widoczny w tylnej części pojazdu. Nie dotyczy to modeli Gamma, w których zastosowano odpowiednią osłonę akumulatora i filtra powietrza.
- Cena detaliczna skutera Star 50 Classic w 1998 roku w Polsce wynosiła 5400 zł, w przypadku wersji z silnikiem 70 cm³ należało dopłacić 540 zł.[4]

## Szczegółowe dane techniczne
|                                    | Wariant prędkości | Wariant prędkości | Wariant prędkości | Wariant prędkości | Wariant prędkości |
| 60 km/h (do 1992 r.)               | 50 km/h | 40 km/h (eksport) | 25 km/h (Mofa) | 75 km/h (SR 80) | |
| ---------------------------------- | --- | --- | --- | --- | --- |
| Silnik spalinowy                   | 2-suwowy, jednocylindrowy chłodzony powietrzem typ M531KF/M541KF, pojemność skokowa 50cm³                                           | 2-suwowy, jednocylindrowy chłodzony powietrzem typ M531KF/M541KF, pojemność skokowa 50cm³                                           | 2-suwowy, jednocylindrowy chłodzony powietrzem typ M531KF/M541KF, pojemność skokowa 50cm³                                           | 2-suwowy, jednocylindrowy chłodzony powietrzem typ M531KF/M541KF, pojemność skokowa 50cm³                                           | 2-suwowy, jednocylindrowy chłodzony powietrzem typ M742EFS, pojemność skokowa 70cm³                                                 |
| Moc                                | 3,7 KM (2,72 kW) przy 5500 obr./min                                                                                                 | 3,3 KM (2,4 kW) przy 5500 obr./min                                                                                                  | 2,45 KM (1,8 kW) przy 4700 obr./min                                                                                                 | 1,56 KM (1,15 kW) przy 4250 obr./min                                                                                                | 5,6 KM (4,1 kW) przy 6000 obr./min                                                                                                  |
| Maksymalny moment obrotowy         | 5 Nm przy 4800 obr./min | 4,64 Nm przy 3500 obr./min | 3,7 Nm przy 4500 obr./min | 3,45 Nm przy 2750 obr./min | 6,7 Nm przy 5500 obr./min |
| Zużycie paliwa                     | 2,4 l/100km przy 60 km/h | 2,4 l/100km przy 50 km/h | b.d. | 1,9 l/100km przy 25 km/h | Średnie 2,5 l/100km ok. 3 l/100km przy 75 km/h                                                                                      |
| Średnica cylindra                  | 38 mm | 38 mm | 38 mm | 38 mm | 45 mm |
| Skok tłoka                         | 44 mm | 44 mm | 44 mm | 44 mm | 44 mm |
| Stopień sprężania                  | 9,5:1 | 9,5:1 | 9,5:1 | 9,5:1 | 10,5:1 |
| Kąt wyprzedzenia zapłonu           | 1,8 mm przed GMP | 1,8 mm przed GMP | 1,8 mm przed GMP | 1,8 mm przed GMP | 1,4 mm przed GMP |
| Odstęp elektrod świecy zapłonowej  | 0,4 mm | 0,4 mm | 0,4 mm | 0,4 mm | 0,4 mm |
| Gaźnik                             | BVF 16N3-2 Bing 17/15/1104 | Bing 17/15/1106 | BVF 16N3-12 Bing 17/14/1108 | Bing 17/10/121 | BVF 16N3-3 Bing 17/15/1102 |
| Smarowanie                         | Mieszanka benzyny z olejem w stosunku 1:50 (1:33 w okresie docierania)                                                              | Mieszanka benzyny z olejem w stosunku 1:50 (1:33 w okresie docierania)                                                              | Mieszanka benzyny z olejem w stosunku 1:50 (1:33 w okresie docierania)                                                              | Mieszanka benzyny z olejem w stosunku 1:50 (1:33 w okresie docierania)                                                              | Mieszanka benzyny z olejem w stosunku 1:50 (1:33 w okresie docierania)                                                              |
| Przełożenie wał silnika - sprzęgło | 3,25 (20/65) | 3,25 (20/65) | 3,25 (20/65) | 3,25 (20/65) | 2,95 (21/62) |
| Skrzynia biegów                    | 4 lub 3 biegi | 4 lub 3 biegi | 4 lub 3 biegi | 3 biegi | 4 biegi |
| Przełożenia skrzyni 3 biegowej     | 1 bieg - 4,4 (10/44) 2 bieg - 2,23 (17/38) 3 bieg - 1,54 (22/34)                                                                    | 1 bieg - 4,4 (10/44) 2 bieg - 2,23 (17/38) 3 bieg - 1,54 (22/34)                                                                    | 1 bieg - 4,4 (10/44) 2 bieg - 2,23 (17/38) 3 bieg - 1,54 (22/34)                                                                    | 1 bieg - 4,4 (10/44) 2 bieg - 2,23 (17/38) 3 bieg - 1,54 (22/34)                                                                    | - |
| Przełożenia skrzyni 4 biegowej     | 1 bieg - 4,4 (10/44) 2 bieg - 2,5 (16/40) 3 bieg - 1,89 (19/36) 4 bieg - 1,54 (22/34)                                               | 1 bieg - 4,4 (10/44) 2 bieg - 2,5 (16/40) 3 bieg - 1,89 (19/36) 4 bieg - 1,54 (22/34)                                               | 1 bieg - 4,4 (10/44) 2 bieg - 2,5 (16/40) 3 bieg - 1,89 (19/36) 4 bieg - 1,54 (22/34)                                               | - | 1 bieg - 4,4 (10/44) 2 bieg - 2,5 (16/40) 3 bieg - 1,80 (20/36) 4 bieg - 1,39 (23/32)                                               |
| Przeniesienie napędu               | łańcuch typ 086 (1/2" x 5,2), 94 ogniw                                                                                              | łańcuch typ 086 (1/2" x 5,2), 94 ogniw                                                                                              | łańcuch typ 086 (1/2" x 5,2), 94 ogniw                                                                                              | łańcuch typ 086 (1/2" x 5,2), 104 ogniw (bez pełnej osłony łańcucha)                                                                | łańcuch typ 086 (1/2" x 5,2), 94 ogniw                                                                                              |
| Przełożenie wyprowadzenia napędu   | 1,94 (16/31) | 2,06 (15/31) | 2,21 (14/31) | 3,4 (15/51) | 1,94 (16/31) |
| Instalacja elektryczna             | 6V lub 12V | 6V lub 12V | 6V lub 12V | 6V lub 12V | 12V |
| Skok zawieszenia                   | przód: 130 mm (150 mm w Star Classic) tył: 85 mm                                                                                    | przód: 130 mm (150 mm w Star Classic) tył: 85 mm                                                                                    | przód: 130 mm (150 mm w Star Classic) tył: 85 mm                                                                                    | przód: 130 mm (150 mm w Star Classic) tył: 85 mm                                                                                    | przód: 130 mm (150 mm w Star Classic) tył: 85 mm                                                                                    |
| Ogumienie                          | 3,00 x 12" Pneumant K35 (NRD), Pneumant K38 (NRD/Niemcy), Heidenau K38 (Niemcy) wzgl. 90/90-12 54J Heidenau w modelach Star Classic | 3,00 x 12" Pneumant K35 (NRD), Pneumant K38 (NRD/Niemcy), Heidenau K38 (Niemcy) wzgl. 90/90-12 54J Heidenau w modelach Star Classic | 3,00 x 12" Pneumant K35 (NRD), Pneumant K38 (NRD/Niemcy), Heidenau K38 (Niemcy) wzgl. 90/90-12 54J Heidenau w modelach Star Classic | 3,00 x 12" Pneumant K35 (NRD), Pneumant K38 (NRD/Niemcy), Heidenau K38 (Niemcy) wzgl. 90/90-12 54J Heidenau w modelach Star Classic | 3,00 x 12" Pneumant K35 (NRD), Pneumant K38 (NRD/Niemcy), Heidenau K38 (Niemcy) wzgl. 90/90-12 54J Heidenau w modelach Star Classic |
| Ciśnienie w oponach                | przód: solo 1,25 bar, z pasażerem 1,25 bar tył: solo 2 bar, z pasażerem 2,5 bar                                                     | przód: solo 1,25 bar, z pasażerem 1,25 bar tył: solo 2 bar, z pasażerem 2,5 bar                                                     | przód: solo 1,25 bar, z pasażerem 1,25 bar tył: solo 2 bar, z pasażerem 2,5 bar                                                     | przód: solo 1,25 bar, z pasażerem 1,25 bar tył: solo 2 bar, z pasażerem 2,5 bar                                                     | przód: solo 1,25 bar, z pasażerem 1,25 bar tył: solo 2 bar, z pasażerem 2,5 bar                                                     |
| Hamulce                            | przód: bębnowe systemu Simplex 125 mm lub tarczowe 220 mm tył: bębnowe systemu Simplex 125mm                                        | przód: bębnowe systemu Simplex 125 mm lub tarczowe 220 mm tył: bębnowe systemu Simplex 125mm                                        | przód: bębnowe systemu Simplex 125 mm lub tarczowe 220 mm tył: bębnowe systemu Simplex 125mm                                        | przód: bębnowe systemu Simplex 125 mm lub tarczowe 220 mm tył: bębnowe systemu Simplex 125mm                                        | przód: bębnowe systemu Simplex 125 mm lub tarczowe 220 mm tył: bębnowe systemu Simplex 125mm                                        |
| Pojemność zbiornika paliwa         | 6,5 l (w tym rezerwa 0,8 l) | 6,5 l (w tym rezerwa 0,8 l) | 6,5 l (w tym rezerwa 0,8 l) | 6,5 l (w tym rezerwa 0,8 l) | 6,5 l (w tym rezerwa 0,8 l) |
| Masa                               | 80 - 88 kg w zależności od wyposażenia, 88 - 91 kg w modelach Gamma                                                                 | 80 - 88 kg w zależności od wyposażenia, 88 - 91 kg w modelach Gamma                                                                 | 80 - 88 kg w zależności od wyposażenia, 88 - 91 kg w modelach Gamma                                                                 | 80 - 88 kg w zależności od wyposażenia, 88 - 91 kg w modelach Gamma                                                                 | 80 - 88 kg w zależności od wyposażenia, 88 - 91 kg w modelach Gamma                                                                 |
| Dopuszczalna masa całkowita        | 260 kg | 260 kg | 260 kg | 210 kg | 260 kg |